# Remy Zero (álbum)
Remy Zero es el título del primer álbum de la banda Remy Zero lanzado en 1996 y producido por Geffen Records. La banda grabó el álbum luego de que se mudaron a Los Ángeles, donde muchos de ellos sufrían de abuso de drogas y la falta de vivienda. El álbum recibió poca atención a pesar de que  Radiohead llevó a Remy Zero junto a ellos en su tour luego de oír el demo original de Remy Zero. La cinta que apareció por primera vez en KCRW, una estación de radio en Santa Mónica.

## lista de canciones
| N.º | Título                           | Duración |  |
| 1.  | «Temenos» (Here Come the Shakes) | 3:30     |  |
| 2.  | «Descent»                        | 3:44     |  |
| 3.  | «Water»                          | 4:28     |  |
| 4.  | «Gold Star Speaker»              | 5:08     |  |
| 5.  | «Twister»                        | 4:54     |  |
| 6.  | «Chloroform Days»                | 3:23     |  |
| 7.  | «Shadowcasting»                  | 5:42     |  |
| 8.  | «Queen of Venus»                 | 2:31     |  |
| 9.  | «Chromosome»                     | 5:32     |  |
| 10. | «Christmas»                      | 3:50     |  |

## Créditos
- High-hat - Stewart Copeland (tracks 7)
- Engineer [Mix] - Frankie Blue
- Mastered By - Bob Ludwig
- Mixed By - Remy Zero, Ronnie S. Champagne* (tracks: 6+8)
- Performer - Cedric Lemoyne, Cinjun Tate, Jeffrey Cain, Shelby Tate
- Performer [Additional Musician] - Amiel Morris, Joe Ippolito, Joey Waronker, Louis Schefano, Martin Tillman, Steven Morris
- Producer - Remy Zero
- Recorded By - Eric Janko, Remy Zero, Ronnie S. Champagne

- Datos: Q7312273